# Claude de Malleville

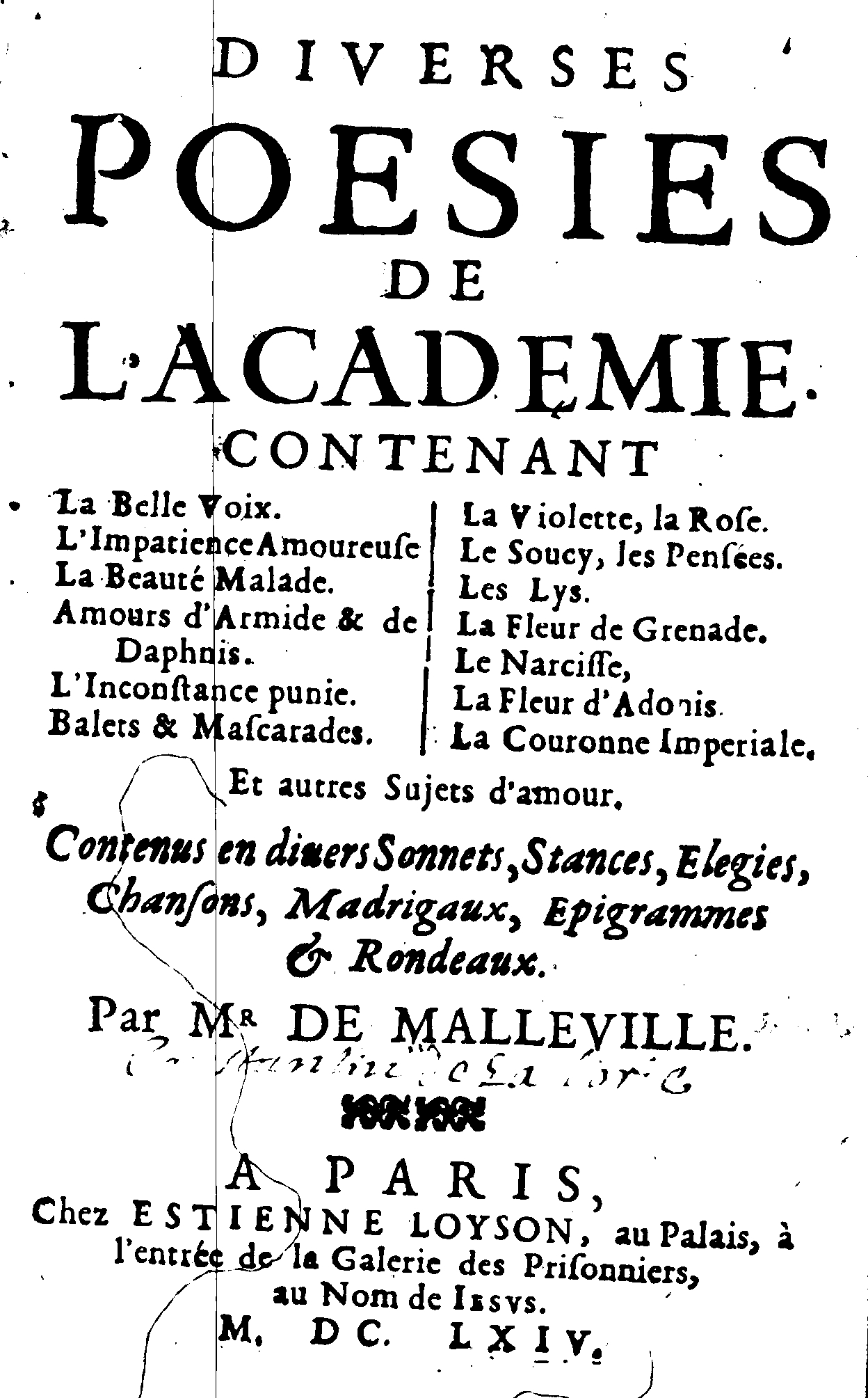
Diverses poésies de l'Académie
de Claude Malleville (1664)

Claude Malleville, fue un poeta francés, nacido en 1597 y muerto en 1647, en París. Fue uno de los primeros miembros de la Academia Francesa en 1635, año de la fundación de la institución por el Cardenal Richelieu, bajo el reinado de Luis XIII de Francia.

## Biografía
La vida de Claude Malleville fue poco conocida y su biografía se ha resumido por esta nota de uno de sus coetáneos, Paul Pellisson:

Claude de Malleville nació en París. Su padre fue oficial de la casa de Retz, y su madre había nacid de buena familia también en París. Para concluir sus estudios de colegio trabajó con uno de los secretarios del rey de nombre Potiers, que se desempeñó en el campo de las finanzas, aunque duró poco en este trabajo debido a su inclinación por la literatura. Conoció a Porchères-Laugiers, de donde fue transferido con el mariscal de Bassompierre. De este señor fue secretario durante largo tiempo para finalmente, por su ambición, lograr colocarse con el cardenal de Bérulle, quien en la época se encontraba muy cercano al monarca. Regresó más tarde con el señor de Bassompierre a quien acompañó en su viaje a Inglaterra. Durante el tiempo que duraron sus tareas administrativas escribió la poesía que le hizo conocido en el medio literario. Murió un poco mayor de los cincuenta años. Fue un hombre de talla pequeña, de cabellos negros al igual que sus ojos. Lo más estimable de su persona era su espíritu delicado y su genio poético que le llevó a ser reconocido nombrándosele miembro de la recién formada Academia Francesa.

Esta nota breve y parcialmente errónea ha sido en la actualidad reemplazada por el trabajo de Maurice Cauchie, publicado en 1923, y corregido posteriormente en algunos aspectos por R. Ortali.

## Obra
Malleville escribió poesía muy apreciada en su época como Guirlande de Julie. Su más célebre soneto fue La Belle Matineuse.
Como otros poetas de su época Malleville escribió poemas sobre la "mora bella", y la "bella bañista" que estuvieron de moda entonces. Según el criterio de Émile Faguet, Claude Malleville fue "un buen obrero del verso".